# Ringer-Weltmeisterschaften 2011
Die Ringer-Weltmeisterschaften 2011 fanden vom 12. bis 18. September in Istanbul statt. Es gab insgesamt 21 einzelne Turniere in den drei Kampfarten griechisch-römisch, freier Stil und im freien Stil der Frauen. Die Kämpfe wurden im Sinan Erdem Dome ausgetragen.
Die Weltmeisterschaft war die erste Qualifikationsmöglichkeit für die Ringer-Wettbewerbe bei den Olympischen Spielen 2012.

## Zeitplan
- 12. September: Männer Greco (Kategorien 55/66/96 kg)
- 13. September: Männer Greco (Kategorien 60/84/fü kg)
- 14. September: Männer Greco (Kategorie 74 kg), Frauen (Kategorien 48/51 kg)
- 15. September: Frauen (Kategorien 55/59/63 kg)
- 16. September: Frauen (Kategorien 67/72 kg) + Männer Freistil (Kategorie 55 kg)
- 17. September: Männer Freistil (Kategorien 60/84/96 kg)
- 18. September: Männer Freistil (Kategorie66/74/120 kg)

## Weltmeister 2011
Übersicht aller 21 Weltmeister und Weltmeisterinnen von 2011:
| Kategorie | Griechisch-römisch   | Freistil              | Frauen            |
| --------- | -------------------- | --------------------- | ----------------- |
| 1         | Rövşən Bayramov      | Wiktor Lebedew        | Hitomi Obara      |
| 2         | Omid Haji Noroozi    | Bessik Kuduchow       | Samira Rachmanowa |
| 3         | Saeid Mourad Abdvali | Mehdi Taghavi Kermani | Saori Yoshida     |
| 4         | Roman Wlassow        | Jordan Burroughs      | Hanna Wassylenko  |
| 5         | Alim Selimow         | Scharif Scharifow     | Kaori Ichō        |
| 6         | Elis Guri            | Reza Yazdani          | Shelok Dolma      |
| 7         | Rıza Kayaalp         | Alexei Schemarow      | Stanka Slatewa    |

## Griechisch-römischer Stil

### Ergebnisse

#### Kategorie bis 55 kg
| Platz | Land                | Sportler         |
| ----- | ------------------- | ---------------- |
| 1     | Aserbaidschan       | Rövşən Bayramov  |
| 2     | Belarus             | Elbek Taschyjeu  |
| 3     | Volksrepublik China | Li Shujin        |
| 3     | Russland            | Bekchan Mankijew |
| 5     | Ungarn              | Peter Modos      |
| 5     | Nordkorea           | Yun Won-chol     |
| 7     | Südkorea            | Choi Gyu-jin     |
| 8     | Japan               | Kohei Hasegawa   |

Datum: 12. September 2011

Titelverteidiger Hamid Soryan Reihanpour, Iran

Teilnehmer: 37

#### Kategorie bis 60 kg
| Platz | Land          | Sportler           |
| ----- | ------------- | ------------------ |
| 1     | Iran          | Omid Haji Noroozi  |
| 2     | Kasachstan    | Almat Kebispajew   |
| 3     | Russland      | Saur Kuramagomedow |
| 3     | Bulgarien     | Iwo Angelow        |
| 5     | Venezuela     | Luis Liendo        |
| 5     | Südkorea      | Jung Ji-hyun       |
| 7     | Aserbaidschan | Həsən Əliyev       |
| 8     | Armenien      | Wahan Juharjan     |
|       |               |                    |
| 23    | Deutschland   | Erik Weiss         |
|       |               |                    |
| 29    | Schweiz       | Patrick Stadelmann |

Datum: 13. September 2011

Titelverteidiger Hasan Alijew, Aserbaidschan

Teilnehmer: 42

#### Kategorie bis 66 kg
| Platz | Land               | Sportler             |
| ----- | ------------------ | -------------------- |
| 1     | Iran               | Saeid Mourad Abdvali |
| 2     | Georgien           | Manuchar Tschadaia   |
| 3     | Kuba               | Pedro Mulens Herrera |
| 3     | Südkorea           | Kim Hyeon-woo        |
| 5     | Deutschland        | Frank Stäbler        |
| 5     | Vereinigte Staaten | Justin Lester        |
| 7     | Ungarn             | Tamás Lőrincz        |
| 8     | Kirgisistan        | Kanatbek Begalijew   |
|       |                    |                      |
| 13    | Schweiz            | Pascal Strebel       |
|       |                    |                      |
| 29    | Österreich         | Marco Nigsch         |

Datum: 12. September 2011

Titelverteidiger Ambako Watschadse, Russland

Teilnehmer: 52

#### Kategorie bis 74 kg
| Platz | Land        | Sportler             |
| ----- | ----------- | -------------------- |
| 1     | Russland    | Roman Wlasow         |
| 2     | Türkei      | Selçuk Çebi          |
| 3     | Armenien    | Arsen Dschulfalakjan |
| 3     | Kroatien    | Neven Žugaj          |
| 5     | Schweden    | Robert Rosengren     |
| 5     | Kasachstan  | Asqat Dilmuchamedow  |
| 7     | Slowenien   | Jure Kuhar           |
| 8     | Ungarn      | Péter Bácsi          |
|       |             |                      |
| 25    | Deutschland | Konstantin Schneider |
|       |             |                      |
| 41    | Schweiz     | Jonas Bossert        |
|       |             |                      |
| 45    | Österreich  | Florian Morchl       |

Datum: 14. September 2011

Titelverteidiger Selçuk Çebi, Türkei

Teilnehmer: 47

#### Kategorie bis 84 kg
| Platz | Land          | Sportler          |
| ----- | ------------- | ----------------- |
| 1     | Belarus       | Alim Selimow      |
| 2     | Polen         | Damian Janikowski |
| 3     | Türkei        | Nazmi Avluca      |
| 3     | Finnland      | Rami Hietaniemi   |
| 5     | Russland      | Alan Chugajew     |
| 5     | Aserbaidschan | Saman Tahmasebi   |
| 7     | Kroatien      | Nenad Žugaj       |
| 8     | Italien       | Andrea Minguzzi   |
|       |               |                   |
| 14    | Österreich    | Amer Hrustanovic  |
|       |               |                   |
| 24    | Deutschland   | Jan Fischer       |
|       |               |                   |
| 35    | Schweiz       | Thomas Suppiger   |

Datum: 13. September 2011

Titelverteidiger Christo Marinow, Bulgarien

Teilnehmer: 47

#### Kategorie bis 96 kg
| Platz | Land        | Sportler                       |
| ----- | ----------- | ------------------------------ |
| 1     | Albanien    | Elis Guri                      |
| 2     | Schweden    | Jimmy Lidberg                  |
| 3     | Türkei      | Cenk İldem                     |
| 3     | Russland    | Rustam Stanislawowitsch Totrow |
| 5     | Belarus     | Timofei Dseinitschenko         |
| 5     | Ägypten     | Mohamad Abd El Fatah           |
| 7     | Armenien    | Artur Aleksanjan               |
| 8     | Deutschland | Mirko Englich                  |

Datum: 12. September 2011

Titelverteidiger Amir Ali-Akbari, Iran

Teilnehmer: 43

#### Kategorie bis 120 kg
| Platz | Land         | Sportler                   |
| ----- | ------------ | -------------------------- |
| 1     | Türkei       | Rıza Kayaalp               |
| 2     | Kuba         | Mijaín López               |
| 3     | Iran         | Bashir Asgari Babajanzadeh |
| 3     | Kasachstan   | Nurmachan Tinalijew        |
| 5     | Ungarn       | Mihály Deák Bárdos         |
| 5     | Polen        | Lukasz Banak               |
| 7     | Griechenland | Xenofon Koutsioubas        |
| 8     | Bulgarien    | Iwan Iwanow                |
|       |              |                            |
| 20    | Deutschland  | Nico Schmidt               |

Datum: 13. September 2011

Titelverteidiger Mijaín López, Kuba

Teilnehmer: 40

### Nationenwertung
| Rang | Land                | Punkte |
| ---- | ------------------- | ------ |
| 1    | Russland            | 41     |
| 2    | Türkei              | 35     |
| 3    | Iran                | 30     |
| 4    | Belarus             | 25     |
| 5    | Kasachstan          | 23     |
| 6    | Bulgarien           | 21     |
|      | Aserbaidschan       | 21     |
| 8    | Südkorea            | 20     |
| 9    | Armenien            | 19     |
|      | Ungarn              | 19     |
| 11   | Kuba                | 17     |
| 12   | Polen               | 15     |
|      | Schweden            | 15     |
| 14   | Kroatien            | 14     |
| 15   | Georgien            | 9      |
|      | Volksrepublik China | 9      |
|      | Deutschland         | 9      |
| 18   | Finnland            | 8      |
| 19   | Ägypten             | 6      |
|      | Nordkorea           | 6      |
|      | Vereinigte Staaten  | 6      |
|      | Venezuela           | 6      |
| 23   | Japan               | 5      |
| 24   | Griechenland        | 4      |
|      | Slowenien           | 4      |
| 26   | Italien             | 3      |
|      | Kirgisistan         | 3      |
|      | Rumänien            | 3      |
| 29   | Mexiko              | 1      |
|      | Slowakei            | 1      |
|      | Ukraine             | 1      |

| Rang | Land                | Gold | Silber | Bronze |
| ---- | ------------------- | ---- | ------ | ------ |
| 1    | Iran                | 2    | 0      | 1      |
| 2    | Türkei              | 1    | 1      | 2      |
| 3    | Belarus             | 1    | 1      | 0      |
| 4    | Russland            | 1    | 0      | 3      |
| 5    | Bulgarien           | 1    | 0      | 1      |
| 6    | Aserbaidschan       | 1    | 0      | 0      |
| 7    | Kasachstan          | 0    | 1      | 1      |
|      | Kanada              | 0    | 1      | 1      |
| 9    | Schweden            | 0    | 1      | 0      |
|      | Polen               | 0    | 1      | 0      |
|      | Georgien            | 0    | 1      | 0      |
| 12   | Südkorea            | 0    | 0      | 1      |
|      | Volksrepublik China | 0    | 0      | 1      |
|      | Kroatien            | 0    | 0      | 1      |
|      | Finnland            | 0    | 0      | 1      |
|      | Armenien            | 0    | 0      | 1      |

## Frauen

### Ergebnisse

#### Kategorie bis 48 kg
| Platz | Land                | Sportler                  |
| ----- | ------------------- | ------------------------- |
| 1     | Japan               | Hitomi Sakamoto           |
| 2     | Aserbaidschan       | Maria Stadnyk             |
| 3     | Volksrepublik China | Zhao Shasha               |
| 3     | Kasachstan          | Jildiz Eschimowa          |
| 5     | Kolumbien           | Carolina Castillo Hidalgo |
| 5     | Kanada              | Carol Huynh               |
| 7     | Vereinigte Staaten  | Clarissa Chun             |
| 8     | Russland            | Tatjana Samkowa           |
|       |                     |                           |
| 15    | Deutschland         | Jaqueline Schellin        |

Datum: 14. September 2011

Titelverteidiger Hitomi Obara Sakamoto, Japan

Teilnehmer: 40

#### Kategorie bis 51 kg
| Platz | Land                | Sportler                  |
| ----- | ------------------- | ------------------------- |
| 1     | Russland            | Samira Rachmanowa         |
| 2     | Mongolei            | Dawaasüchiin Otgontsetseg |
| 3     | Aserbaidschan       | Patimat Bagomedowa        |
| 3     | Kanada              | Jessica MacDonald         |
| 5     | Indien              | Rathi Neha                |
| 5     | Japan               | Mareka Shidochi           |
| 7     | Nordkorea           | Han Kum-ok                |
| 8     | Volksrepublik China | Sun Yanan                 |
| 9     | Deutschland         | Alexandra Engelhardt      |

Datum: 14. September 2011

Titelverteidiger Sofia Mattsson, Schweden

Teilnehmer: 23

#### Kategorie bis 55 kg
| Platz | Land               | Sportler             |
| ----- | ------------------ | -------------------- |
| 1     | Japan              | Saori Yoshida        |
| 2     | Kanada             | Tonya Verbeek        |
| 3     | Ukraine            | Tetjana Lasarewa     |
| 3     | Schweden           | Ida-Theres Nerell    |
| 5     | Russland           | Maria Gurowa         |
| 5     | Vereinigte Staaten | Helen Maroulis       |
| 7     | Aserbaidschan      | Julia Ratkewitsch    |
| 8     | Indien             | Geeta Kumari         |
|       |                    |                      |
| 30    | Deutschland        | Nicole Hauptmann     |
|       |                    |                      |
| 34    | Schweiz            | Fabienne Wittenwiler |

Datum: 15. September 2011

Titelverteidiger Saori Yoshida, Japan

Teilnehmer: 41

#### Kategorie bis 59 kg
| Platz | Land          | Sportler              |
| ----- | ------------- | --------------------- |
| 1     | Ukraine       | Hanna Wassylenko      |
| 2     | Schweden      | Sofia Mattsson        |
| 3     | Aserbaidschan | Sona Ahmadli          |
| 3     | Japan         | Takako Saito          |
| 5     | Mongolei      | Dordschiin Narmandach |
| 5     | Kanada        | Amanda Gerhart        |
| 7     | Belarus       | Nadeschda Michalkowa  |
| 8     | Frankreich    | Adeline Vescan        |

Datum: 15. September 2011

Titelverteidiger Sorondsonboldyn Battsetseg, Mongolei

Teilnehmer: 21

#### Kategorie bis 63 kg
| Platz | Land                | Sportler                 |
| ----- | ------------------- | ------------------------ |
| 1     | Japan               | Kaori Ichō               |
| 2     | Ungarn              | Marianna Sastin          |
| 3     | Volksrepublik China | Jing Ruixue              |
| 3     | Mongolei            | Otschirbatyn Nasanburmaa |
| 5     | Vereinigte Staaten  | Elena Piroschkowa        |
| 5     | Nordkorea           | Kim Ran-mi               |
| 7     | Ukraine             | Julija Ostaptschuk       |
| 8     | Österreich          | Stefanie Maierhofer      |
|       |                     |                          |
| 18    | Deutschland         | Yvonne Englich-Hees      |

Datum: 15. September 2011

Titelverteidiger Kaori Ichō, Japan

Teilnehmer: 45

#### Kategorie bis 67 kg
| Platz | Land                | Sportler                   |
| ----- | ------------------- | -------------------------- |
| 1     | Volksrepublik China | Shelok Dolma               |
| 2     | Mongolei            | Bandsragtschiin Ojuunsüren |
| 3     | Japan               | Yoshiko Inoue              |
| 3     | Vereinigte Staaten  | Adeline Gray               |
| 5     | Ukraine             | Alina Stadnyk-Machynja     |
| 5     | Türkei              | Burcu Orskaya              |
| 7     | Kanada              | Martine Dugrenier          |
| 8     | Belarus             | Irina Zyrkewitsch          |
|       |                     |                            |
| 13    | Deutschland         | Aline Focken               |

Datum: 16. September 2011

Titelverteidiger Martine Dugrenier, Kanada

Teilnehmer: 14

#### Kategorie bis 72 kg
| Platz | Land               | Sportler              |
| ----- | ------------------ | --------------------- |
| 1     | Bulgarien          | Stanka Slatewa        |
| 2     | Russland           | Jekaterina Bukina     |
| 3     | Belarus            | Wassilissa Marsaljuk  |
| 3     | Vereinigte Staaten | Ali Bernard           |
| 5     | Kamerun            | Laure Annabel Ali     |
| 5     | Kasachstan         | Güzäl Mänürowa        |
| 7     | Norwegen           | Maja Gunvor Erlandsen |
| 8     | Estland            | Epp Mäe               |
|       |                    |                       |
| 27    | Deutschland        | Lisa Hug              |
| 28    | Österreich         | Marina Gastl          |

Datum: 16. September 2011

Titelverteidiger Stanka Slatewa, Bulgarien

Teilnehmer: 31

### Nationenwertung
| Rang | Land                | Punkte |
| ---- | ------------------- | ------ |
| 1    | Japan               | 52     |
| 2    | Kanada              | 33     |
| 3    | Mongolei            | 32     |
|      | Vereinigte Staaten  | 32     |
| 5    | Russland            | 31     |
|      | Aserbaidschan       | 31     |
| 7    | Volksrepublik China | 29     |
| 8    | Ukraine             | 28     |
| 9    | Schweden            | 17     |
| 10   | Belarus             | 16     |
| 11   | Kasachstan          | 14     |
| 12   | Bulgarien           | 10     |
|      | Nordkorea           | 10     |
| 14   | Ungarn              | 9      |
|      | Indien              | 9      |
| 16   | Frankreich          | 7      |
| 17   | Kamerun             | 6      |
|      | Kolumbien           | 6      |
|      | Türkei              | 6      |
| 20   | Norwegen            | 4      |
| 21   | Österreich          | 3      |
|      | Estland             | 3      |
|      | Polen               | 3      |
| 24   | Deutschland         | 2      |
|      | Venezuela           | 2      |
| 26   | Brasilien           | 1      |
|      | Tschechien          | 1      |
|      | Mexiko              | 1      |
|      | Senegal             | 1      |

| Rang | Land                | Gold | Silber | Bronze |
| ---- | ------------------- | ---- | ------ | ------ |
| 1    | Japan               | 3    | 0      | 2      |
| 2    | Russland            | 1    | 1      | 0      |
| 3    | Volksrepublik China | 1    | 0      | 2      |
| 4    | Ukraine             | 1    | 0      | 1      |
| 5    | Bulgarien           | 1    | 0      | 0      |
| 6    | Mongolei            | 0    | 2      | 1      |
| 7    | Aserbaidschan       | 0    | 1      | 2      |
| 8    | Kanada              | 0    | 1      | 1      |
|      | Schweden            | 0    | 1      | 1      |
| 10   | Ungarn              | 0    | 1      | 0      |
| 11   | Vereinigte Staaten  | 0    | 0      | 2      |
| 12   | Kasachstan          | 0    | 0      | 1      |
|      | Belarus             | 0    | 0      | 1      |

## Freistil

### Ergebnisse

#### Kategorie bis 55 kg
| Platz | Land               | Sportler                    |
| ----- | ------------------ | --------------------------- |
| 1     | Russland           | Wiktor Lebedew              |
| 2     | Bulgarien          | Radoslaw Welikow            |
| 3     | Iran               | Hassan Rahimi               |
| 3     | Kasachstan         | Dajulet Nijazbekow          |
| 5     | Vereinigte Staaten | Nicholas Simmons            |
| 5     | Armenien           | Mihran Jaburjan             |
| 7     | Georgien           | Wladimer Chintschegaschwili |
| 8     | Japan              | Shinichi Yumoto             |
|       |                    |                             |
| 29    | Deutschland        | Marcel Ewald                |
|       |                    |                             |
| 31    | Schweiz            | Urs Wild                    |

Datum: 16. September 2011

Titelverteidiger Wiktor Lebedew, Russland

Teilnehmer: 45

#### Kategorie bis 60 kg
| Platz | Land          | Sportler            |
| ----- | ------------- | ------------------- |
| 1     | Russland      | Bessik Kuduchow     |
| 2     | Puerto Rico   | Franklin Gómez      |
| 3     | Japan         | Kenichi Yumoto      |
| 3     | Kasachstan    | Dajuren Zchumazijew |
| 5     | Georgien      | Malchaz Zarkua      |
| 5     | Frankreich    | Didier Païs         |
| 7     | Kuba          | Alejandro Valdés    |
| 8     | Aserbaidschan | Selimchan Huseinow  |
|       |               |                     |
| 20    | Deutschland   | Tim Schleicher      |
|       |               |                     |
| 31    | Schweiz       | Urs Wild            |

Datum: 17. September 2011

Titelverteidiger Bessik Kuduchow, Russland

Teilnehmer: 47

#### Kategorie bis 66 kg
| Platz | Land          | Sportler              |
| ----- | ------------- | --------------------- |
| 1     | Iran          | Mehdi Taghavi Kermani |
| 2     | Japan         | Tatsuhiro Yonemitsu   |
| 3     | Aserbaidschan | Jabrail Hasanow       |
| 3     | Kuba          | Livan Lopez Azcuy     |
| 5     | Bulgarien     | Leonid Basan          |
| 5     | Russland      | Mawlet Batirow        |
| 7     | Kirgisistan   | Inokenti Inokentjew   |
| 8     | Slowakei      | Jakub Kacenak         |
|       |               |                       |
| 13    | Deutschland   | Saba Javad Bolaghi    |
|       |               |                       |
| 35    | Schweiz       | Steven Graf           |

Datum: 18. September 2011

Titelverteidiger Sushil Kumar, Indien

Teilnehmer: 46

Titelverteidiger Sushil Kumar aus Indien belegte den 14. Platz.

#### Kategorie bis 74 kg
| Platz | Land               | Sportler                |
| ----- | ------------------ | ----------------------- |
| 1     | Vereinigte Staaten | Jordan Burroughs        |
| 2     | Iran               | Sadegh Saeed Goudarzi   |
| 3     | Georgien           | Dawit Chutischwili      |
| 3     | Aserbaidschan      | Əşrəf Əliyev            |
| 5     | Kasachstan         | Abdulhakim Schapijew    |
| 5     | Venezuela          | Ricardo Roberrty Moreno |
| 7     | Usbekistan         | Raschid Kurbanow        |
| 8     | Belarus            | Murad Gaidarow          |
|       |                    |                         |
| 10    | Deutschland        | Andrej Shyyka           |
|       |                    |                         |
| 23    | Österreich         | Philipp Crepaz          |

Datum: 18. September 2011

Titelverteidiger Denis Zargusch, Russland

Teilnehmer: 45

#### Kategorie bis 84 kg
| Platz | Land               | Sportler            |
| ----- | ------------------ | ------------------- |
| 1     | Aserbaidschan      | Scharif Scharifow   |
| 2     | Ukraine            | Ibragim Aldatow     |
| 3     | Russland           | Albert Saritow      |
| 3     | Georgien           | Dato Marsagischwili |
| 5     | Lettland           | Armands Zvirbulis   |
| 5     | Vereinigte Staaten | Cael Sanderson      |
| 7     | Iran               | Alireza Goudarzi    |
| 8     | Japan              | Shinya Matsumoto    |
|       |                    |                     |
| 17    | Deutschland        | David Bichinashvili |
|       |                    |                     |
| 25    | Schweiz            | Marco Riesen        |

Datum: 17. September 2011

Titelverteidiger Michail Ganew, Bulgarien

Teilnehmer: 46

#### Kategorie bis 96 kg
| Platz | Land               | Sportler         |
| ----- | ------------------ | ---------------- |
| 1     | Iran               | Reza Yazdani     |
| 2     | Türkei             | Serhat Balcı     |
| 3     | Belarus            | Ruslan Schejchau |
| 3     | Vereinigte Staaten | Jakob Varner     |
| 5     | Nigeria            | Sinivie Boltic   |
| 5     | Kasachstan         | Taimuras Tigijew |
| 7     | Tadschikistan      | Rustam Iskandari |
| 8     | Ungarn             | Gergely Kiss     |
|       |                    |                  |
| 38    | Deutschland        | William Harth    |

Datum: 17. September 2011

Titelverteidiger Chetag Gasjumow, Aserbaidschan

Teilnehmer: 41

#### Kategorie bis 120 kg
| Platz | Land               | Sportler                       |
| ----- | ------------------ | ------------------------------ |
| 1     | Belarus            | Alexei Schemarow               |
| 2     | Russland           | Biljal Machow                  |
| 3     | Georgien           | Dawit Modsmanaschwili          |
| 3     | Aserbaidschan      | Jamaladdin Magomedow           |
| 5     | Vereinigte Staaten | Tervel Dlagnev                 |
| 5     | Mongolei           | Dschargalsaichany Tschuluunbat |
| 7     | Türkei             | Fatih Çakıroğlu                |
| 8     | Usbekistan         | Artur Taymazov                 |
|       |                    |                                |
| 19    | Deutschland        | Nick Matuhin                   |

Datum: 19. September 2011

Titelverteidiger Biljal Machow, Russland

Teilnehmer: 31

### Nationenwertung
| Punktewertung: | Medaillenspiegel: \| Rang \| Land \| Gold \| Silber \| Bronze \| \| ---- \| ------------------ \| ---- \| ------ \| ------ \| \| 1 \| Russland \| 2 \| 1 \| 1 \| \| \| Iran \| 2 \| 1 \| 1 \| \| 3 \| Aserbaidschan \| 1 \| 0 \| 3 \| \| 4 \| Vereinigte Staaten \| 1 \| 0 \| 1 \| \| \| Belarus \| 1 \| 0 \| 1 \| \| 6 \| Japan \| 0 \| 1 \| 1 \| \| 7 \| Bulgarien \| 0 \| 1 \| 0 \| \| \| Ukraine \| 0 \| 1 \| 0 \| \| \| Puerto Rico \| 0 \| 1 \| 0 \| \| \| Türkei \| 0 \| 1 \| 0 \| \| 11 \| Georgien \| 0 \| 0 \| 3 \| \| 12 \| Kasachstan \| 0 \| 0 \| 2 \| \| 13 \| Kuba \| 0 \| 0 \| 1 \| |      |        |        |
| Rang           | Land | Gold | Silber | Bronze |
| 1              | Russland | 2    | 1      | 1      |
|                | Iran | 2    | 1      | 1      |
| 3              | Aserbaidschan | 1    | 0      | 3      |
| 4              | Vereinigte Staaten | 1    | 0      | 1      |
|                | Belarus | 1    | 0      | 1      |
| 6              | Japan | 0    | 1      | 1      |
| 7              | Bulgarien | 0    | 1      | 0      |
|                | Ukraine | 0    | 1      | 0      |
|                | Puerto Rico | 0    | 1      | 0      |
|                | Türkei | 0    | 1      | 0      |
| 11             | Georgien | 0    | 0      | 3      |
| 12             | Kasachstan | 0    | 0      | 2      |
| 13             | Kuba | 0    | 0      | 1      |